# Montillières-sur-Orne
 Montillières-sur-Orne è un comune francese di nuova costituzione in Normandia, dipartimento del Calvados, arrondissement di Caen. Il 1º gennaio 2019 è stato creato accorpando i comuni di Trois-Monts e Goupillières.